# Актасты (Каркаралинский район)
Актасты (каз. Ақтасты) — село в Каркаралинском районе Карагандинской области Казахстана. Административный центр аульного округа Таттимбет. Код КАТО — 354839100.

## Население
В 1999 году население села составляло 1050 человек (530 мужчин и 520 женщин). По данным переписи 2009 года, в селе проживало 666 человек (327 мужчин и 339 женщин).